# Estació de Campus Diagonal-Besòs
Campus Diagonal-Besòs (anteriorment Can Llima) és una estació de la línia T4 de la xarxa del Trambesòs situada sobre l'avinguda d'Eduard Maristany al terme municipal de Sant Adrià de Besòs i davant del campus Diagonal-Besòs de la Universitat Politècnica de Catalunya.
L'estació es va inaugurar el 8 de maig de 2004 amb l'obertura del traçat de tramvia entre Glòries i l'Estació de Sant Adrià de la línia T4, sent la secció inaugural del Trambesòs. La parada va ser denominada Can Llima, en record de la darrera masia que es va construir a la Mina l'any 1933. El setembre de 2016 passà a denominarse Campus Diagonal-Besòs degut a la construcció d'un nou campus de la UPC just en front de l'estació. El nom de Can Llima es conservà en els jardins interiors del espai universitari.

## Serveis ferroviaris
| Trambesòs              |       |       |            |                        |
| Procedència/Destinació | <     | Línia | >          | Procedència/Destinació |
| Verdaguer              | Fòrum |       | Port Fòrum | Estació de Sant Adrià  |

## Galeria d'imatges

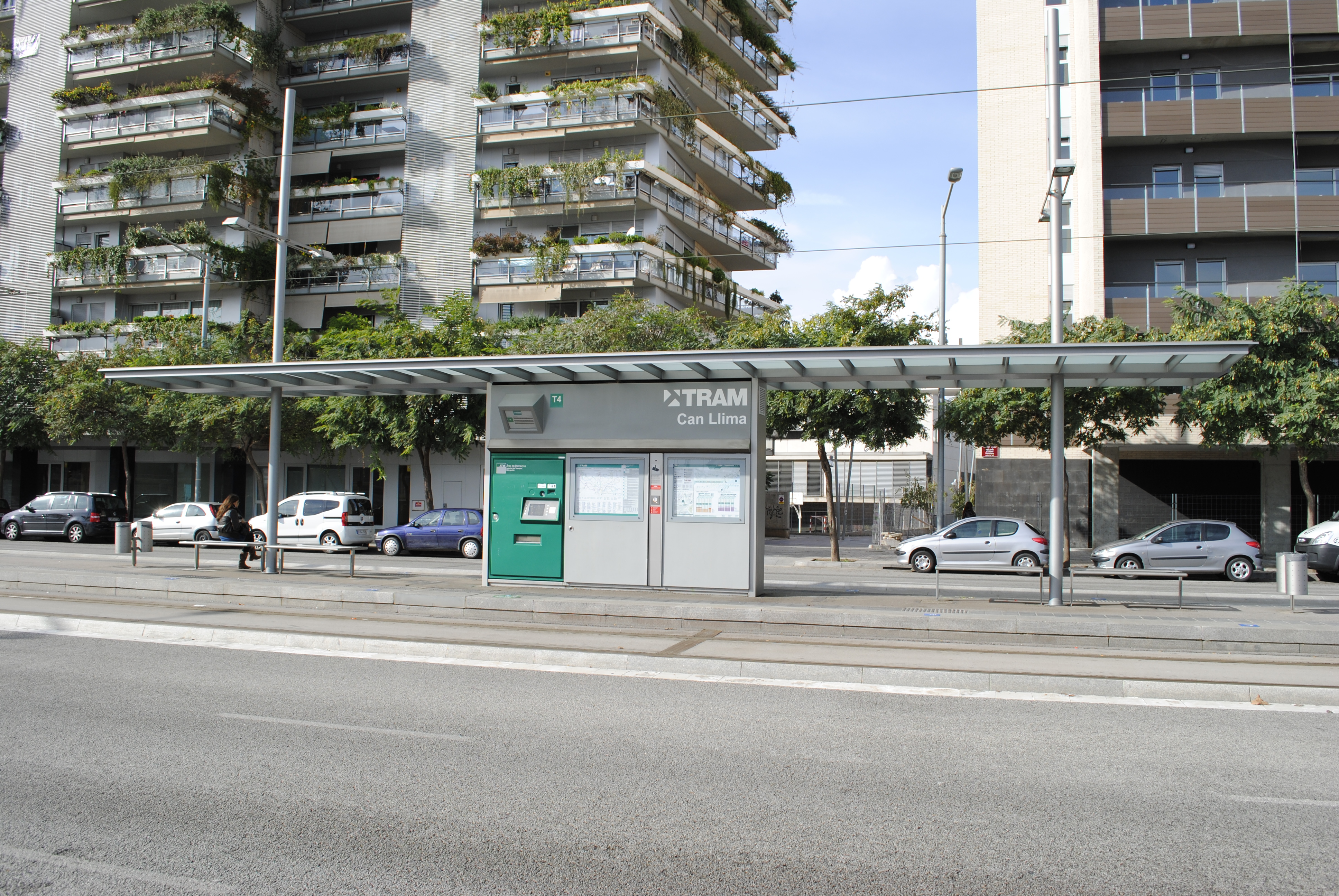
L'estació el 2011, llavors anomenada Can Llima
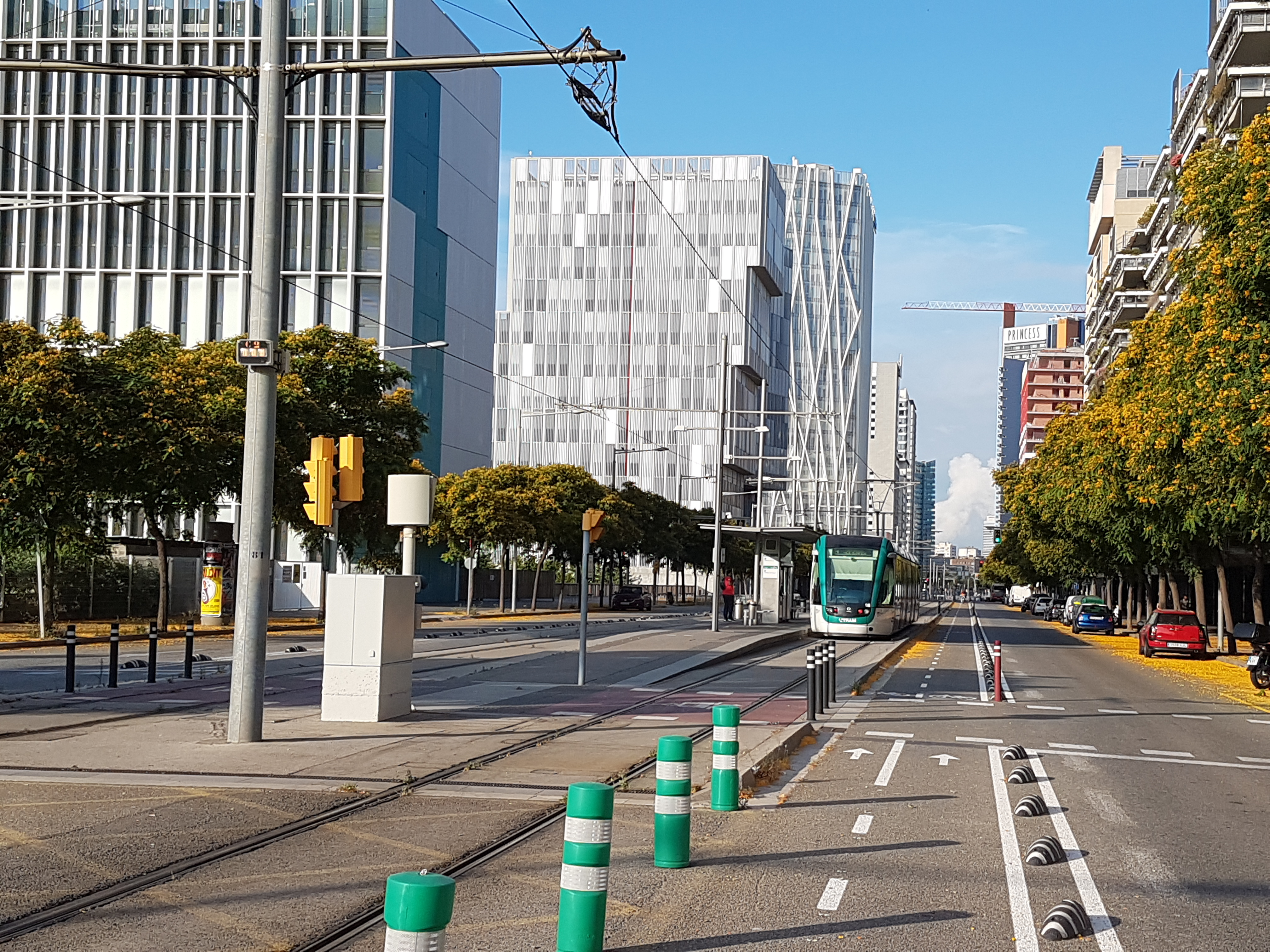
Tramvia T4 direcció Verdaguer (anteriorment Ciutadella-Vila Olímpica) a l'estació